# 大野紋香
大野 紋香（おおの あやか、1982年4月27日 - ）は、日本の元子役・女優。埼玉県川口市出身。

## 来歴・人物
- 血液型はA型。[1]
- 1997年当時の趣味・特技はバイオリンの演奏。[1]
- 子役時代は東京児童劇団に所属し[1]、その後インターネットプロダクションチュチュ[2]へ移籍。
- 代表作としてはテレビドラマ『みにくいアヒルの子』の横沢翔子役が挙げられる。尚、本人は同作品中では小学4年生を演じていたが、実際には14歳の中学2年生であった。
- 妹の大野麻那もかつては子役として活動しており、テレビドラマ『誰かが彼女を愛してる』では共演を果たした。

## 出演作品

### テレビドラマ
- 花王 愛の劇場『愛の激流』（TBS, 1987年6月8日 - 7月17日）- 岡田 淳子 役
- 孔雀の誘惑（TX, 1989年2月27日）
- 日本一のカッ飛び男 第10話（CX, 1989年6月11日）
- 世にも奇妙な物語 第1シリーズ 第7回「禁じられた遊び」（CX, 1990年7月26日）
- Mr.MARIC PRESENTS～サイキックシアター～　Mr.マリック超魔術Ｖ（NTV, 1990年10月4日）
- ふたり（NHK, 1990年11月9日 - 16日）
- 代表取締役刑事 第12話（ANB, 1991年1月13日）
- 結婚の理想と現実（CX, 1991年1月10日 - 3月21日） - 高野 楓 役
- 世にも奇妙な物語 第2シリーズ「我が家はどこだ」（CX, 1991年7月4日）
- 外科病棟　女医の事件ファイル（ANB, 1991年7月11日 - 9月19日） - 木暮 香織 役
- 家族の食卓（CX, 1992年1月3日）
- スクープの女（YTV, 1992年3月12日）
- パパは殺人犯!?伊勢長島温泉殺人逃避行！（TX, 1992年6月1日）
- 逃亡者 第4話・第5話（CX, 1992年7月22日, 29日）
- 交通警察の夜（KTV, 1992年9月21日）
- 誰かが彼女を愛してる（CX, 1992年10月14日 - 12月23日）
- 砂の上の家 第7話（CX, 1993年9月7日）
- FUTURE TELEVISION 201X（NHK BS-hi, 1994年6月11日）
- 天王州・殺意の前奏曲（NHK BS2, 1994年11月29日）
- 天上の青（NHK BS2, 1994年12月12日 - 15日）
- さっちゃんウソついてごめんネ（TBS, 1995年9月29日）
- 木曜の怪談 怪奇倶楽部（小学生篇）第３回「コックリさんの祟り」（1995年11月9日）
- みにくいアヒルの子（CX, 1996年4月16日 - 6月25日） - 横沢 翔子 役
- いつか見た空（NHK, 1996年10月28日 - 11月21日）
- みにくいアヒルの子　春休みスペシャル（CX, 1997年4月1日） - 横沢 翔子 役
- 新・半七捕物帳 第6話「女行者」（NHK,1997年5月9日） - 藤江 役
- 家裁調査官・晶子－震える少年（TBS, 1999年5月24日）
- 保護観察・少年A（NTV, 2000年3月7日）
- はみだし刑事情熱系 第4シリーズ 第21話（ANB, 2000年3月8日）- 岩塚 緑 役
- みにくいアヒルの子　涙の再会スペシャル（CX, 2003年4月11日） - 横沢 翔子 役

### 映画
- 夢の祭り（監督: 長部日出雄, 1989年6月24日公開） - みよ 役[3]
- 機動刑事ジバン 劇場版『大爆発!!恐怖の怪物工場』（東映制作, 1989年7月15日公開）
- あした（監督: 大林宣彦, 1995年9月23日公開）- 永尾しづか 役

### DVD
- パラノーマルサイキック 憑（2013年4月12日発売）
- ダウンロードするな!! 禁断呪いのアプリ（2013年12月13日発売）
- パラノーマルサイキック 奇（2014年4月11日発売）